# Ropsten

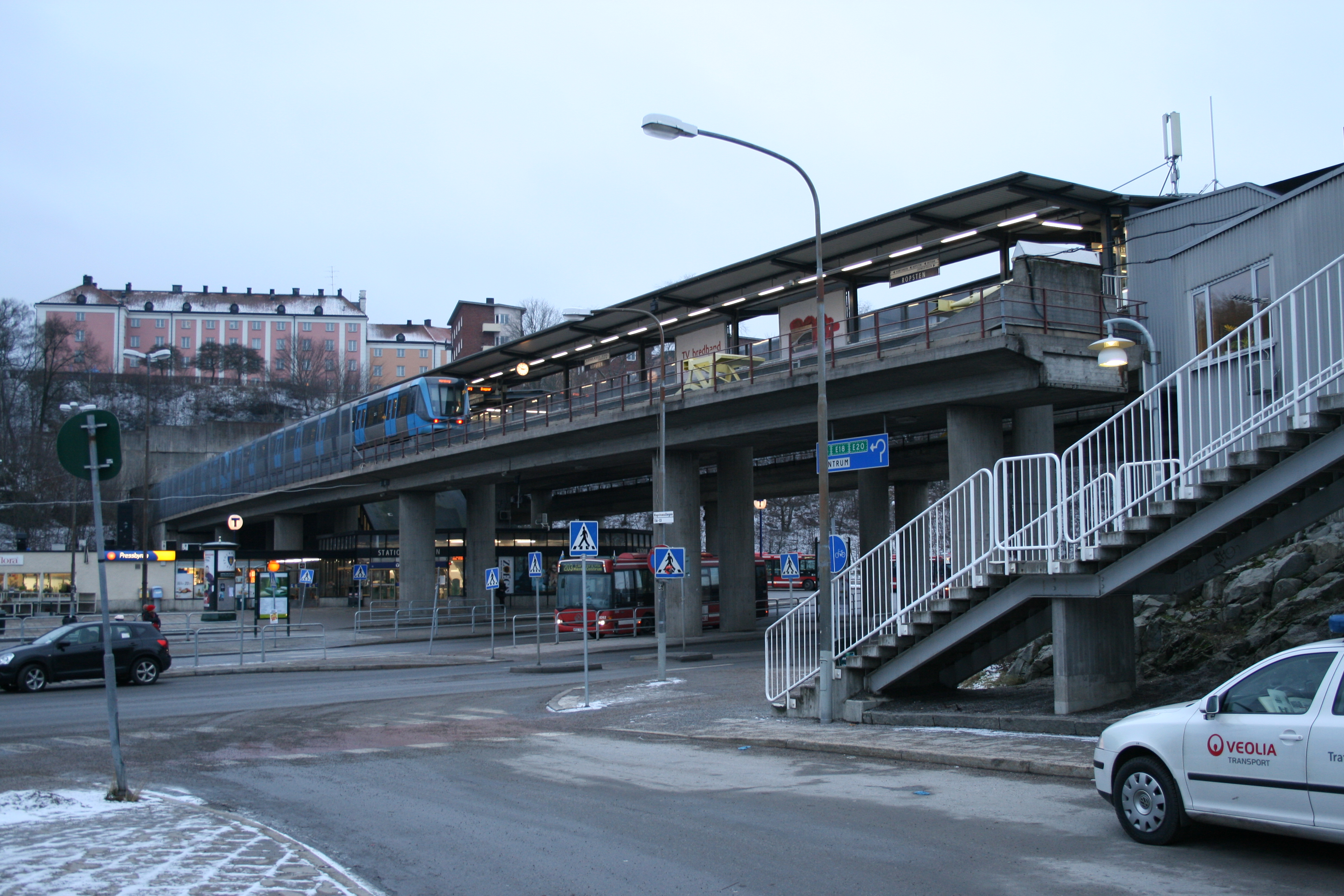
Stacja od Lidingövägen

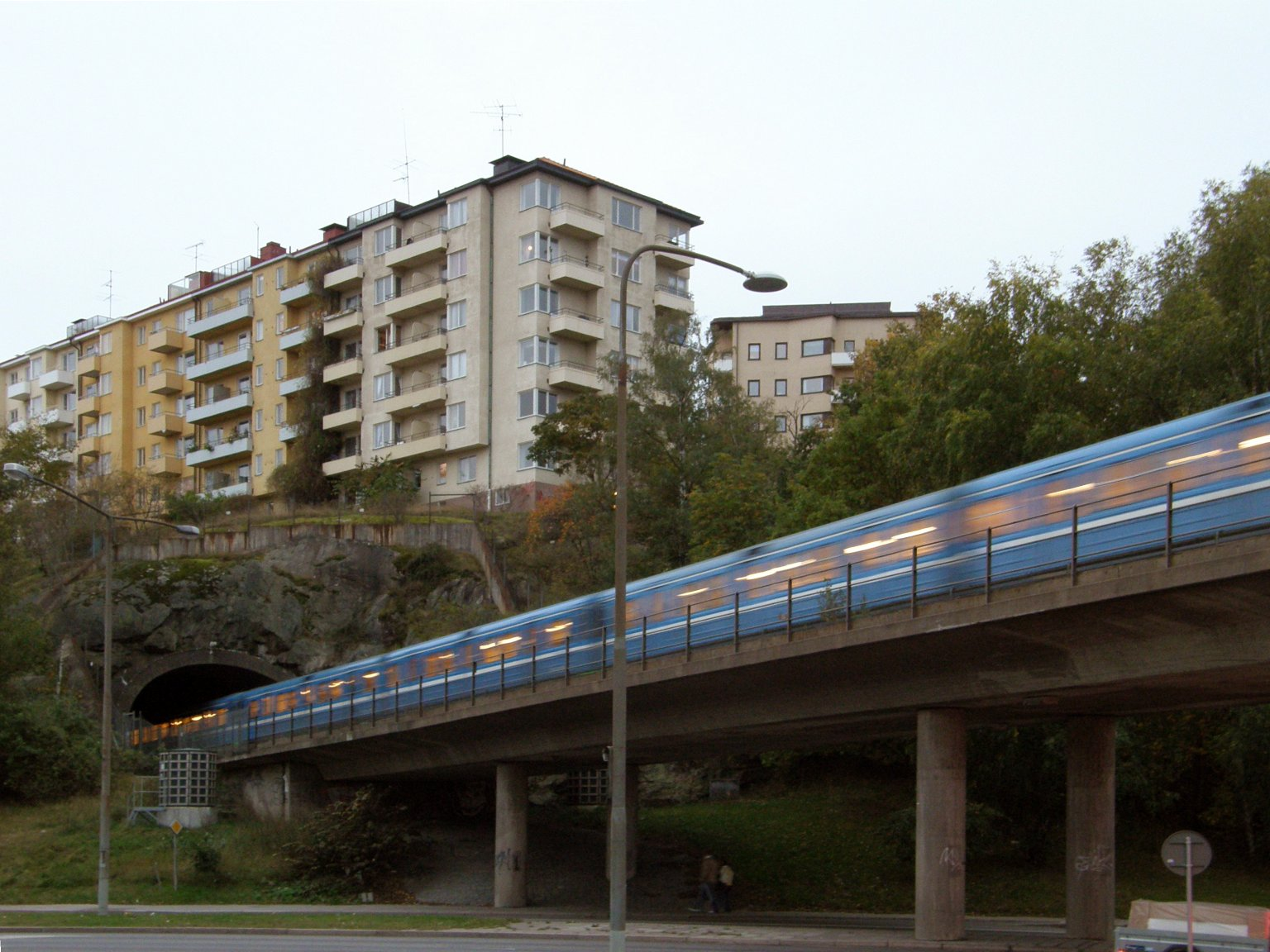
Wiadukt nad Lidingövägen i Tegeluddsvägen

Ropsten – powierzchniowa stacja sztokholmskiego metra, leży w Sztokholmie, w Innerstaden, w dzielnicy Östermalm, w części Hjorthagen. Jest to stacja końcowa czerwonej linii metra T13, za Gärdet. Dziennie korzysta z niej około 16 900 osób. Jest to stacja przesiadkowa między metrem a szybkim tramwajem Lidingöbanan (21).
Jest to stacja czołowa, znajduje się na wiadukcie nad Ropstensplanem. Posiada dwie hale biletowe, północna znajduje się przy Ropstensplanie, wyjście jest tam zlokalizowane, tutaj również można przesiąść się do Lidingöbanan (21). Południowa hala znajduje się przy Artemisgatan (Hjorthagen). 
Otworzono ją 2 września 1967 wraz z odcinkiem Östermalmstorg-Ropsten. Początkowo zakładano, że linia metra będzie biegła dalej na wyspę Lidingö. Posiada dwa perony, każdy z jedną krawędzią. Stacja została zaprojektowana przez Olova Blomkvista.

## Sztuka
- Malowidło na ścianie stacji przedstawiające węża, Roland Kempe, 1971
- 125 metrowe malowidła w przejściu do hali biletowej przy Hjorthagen, Roland Kempe, 1971
- Brama z kutego żelaza we wzór z liści przy wyjściu Hjorthagen, Matts Jungstedt, 1980

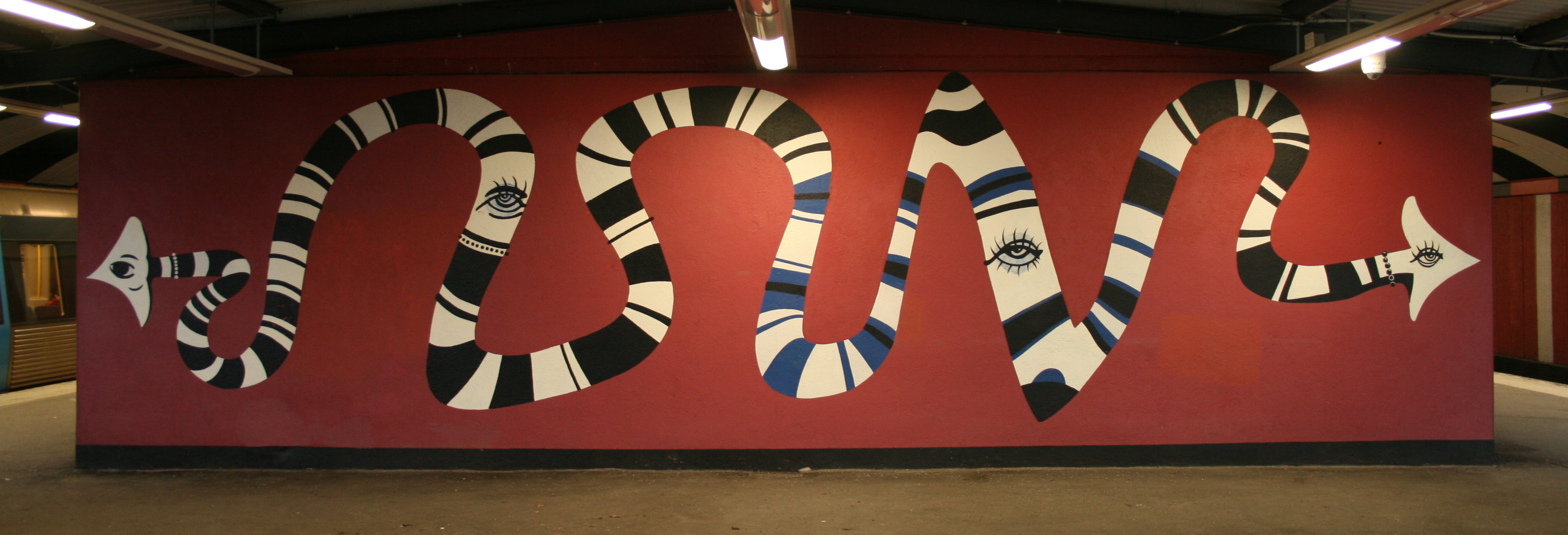
Wąż
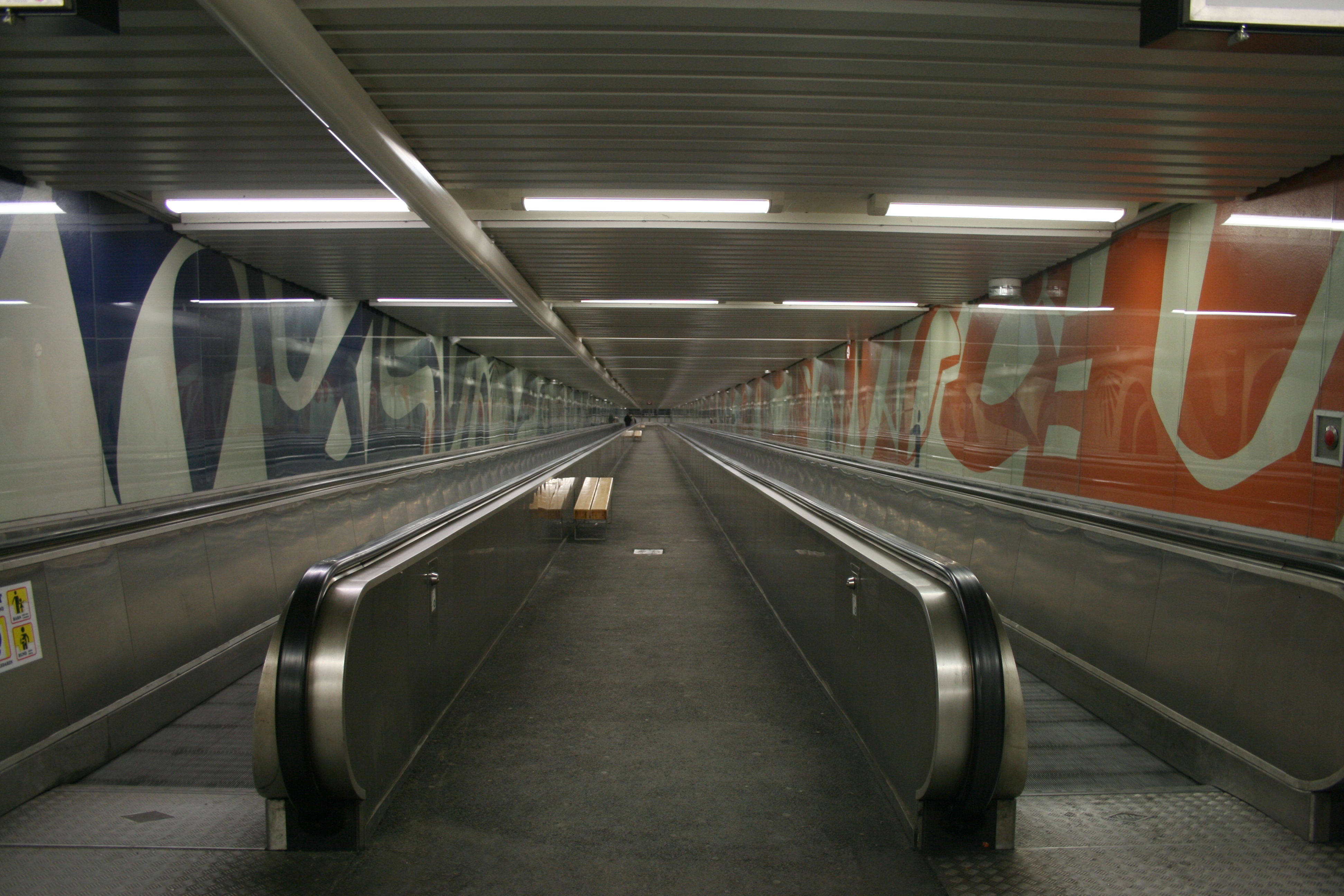
Przejście do południowej hali biletowej

## Czas przejazdu
| Linia | Stacja   | Czas przejazdu | Stacja                                                    | Czas przejazdu                   |
| T13   | Norsborg | 44 min         | Östermalmstorg T-Centralen Gamla stan Slussen Liljeholmen | 6 min 8 min 10 min 11 min 18 min |

## Otoczenie
W otoczeniu stacji znajdują się:
- Hjorthagsparken
- Abbisplan
- Hjorthagens skola
- Skolmuseum
- Gerlesborgsskolan
- Hjorthagskyrka
- Dianaparken